# Marsa Alams internationella flygplats
Marsa Alams internationella flygplats (IATA: RMF, ICAO: HEMA) (arabiska: مطار مرسى علم الدولي) är en internationell flygplats 60 km norr om Marsa Alam, Egypten. Den privatägda flygplatsen byggdes för att underlätta för turismen till de södra delarna av Röda havets fastlandskust. Flygplatsen, som invigdes den 16 oktober 2003, är den tredje största av Egyptens flygplatser vid Röda havet, efter Hurghadas internationella flygplats och Sharm el-Sheikhs internationella flygplats.
Flygplatsen trafikeras av bland annat flygbolagen Novair och TUIfly Nordic.
För närvarande kan flygplatsen hantera 1 200 passagerare per timme. Det finns planer att i framtiden bygga ut flygplatsen för att kunna hantera upp till 2 500 passagerare per timme, det är dock osäkert när detta kommer att ske.
Under 2012 hade flygplatsen 1 089 000 passagerare.